# 블라디미르 페트로비치
블라디미르 페트로비치(세르비아어: Владимир Петровић / Vladimir Petrović [ʋlǎdimiːr pětroʋitɕ], 1955년 7월 1일, 베오그라드 ~)는 세르비아의 전 축구 선수이자 축구 감독이다.
그는 자국 무대에서 프랑스어로 "비둘기"를 뜻하는 피존(세르비아어: Пижон / Pižon)이라는 별칭으로 널리 알려져 있다.

## 클럽 경력
현역 시절, 그는 대부분을 츠르베나 즈베즈다에서 보냈고, 츠르베나 즈베즈다의 다섯 별들(Звездина звезда) 중에 꼽히는 구단의 전설이다.
그는 1971년에 16세의 나이로 츠르베나 즈베즈다에서 신고식을 치렀다. 그는 친정 구단 소속으로 4번의 유고슬라비아 1부 리그를 우승했고, 유고슬라비아 컵을 1번 우승했고, 1979년에는 UEFA컵 결승전에도 진출햇지만, 묀헨글라트바흐에 패했다. 1980년, 그는 유고슬라비아 올해의 축구 선수로 명명되기도 했다.
1982년, 그는 해외 무대로 떠났는데, 아스널에서 1년 머물렀다. 그는 1982년 12월에 런던 연고 구단에 입단해 1982-83 시즌에 22번의 경기에 출전했다. 아스널 시절, 그는 짧으면서 강한 인상을 남겼는데, 두 국내 컵대회에서 모두 준결승전에 올랐다.(두 번 모두 맨체스터 유나이티드에 패했다) 그는 리그에서 2골을 기록했는데, 1골은 스토크 시티전에서, 다른 1골은 웨스트 햄 유나이티드전에서 기록했고, FA컵은 애스턴 빌라와의 8강전에서 1골 넣었다. 1983년 6월, 그는 아스널을 떠나 프랑스의 브레스투아와 낭시, 그리고 벨기에의 로열 앤트워프와 스탕다르 리에주에서 활약했다. 그는 현역 시절 구단 경기에 총 526번 출전했다.

## 국가대표팀 경력
그는 유고슬라비아 국가대표팀 경기에 34번 출전했고, 1974년 월드컵과 1982년 월드컵에 참가했다.

## 감독 경력

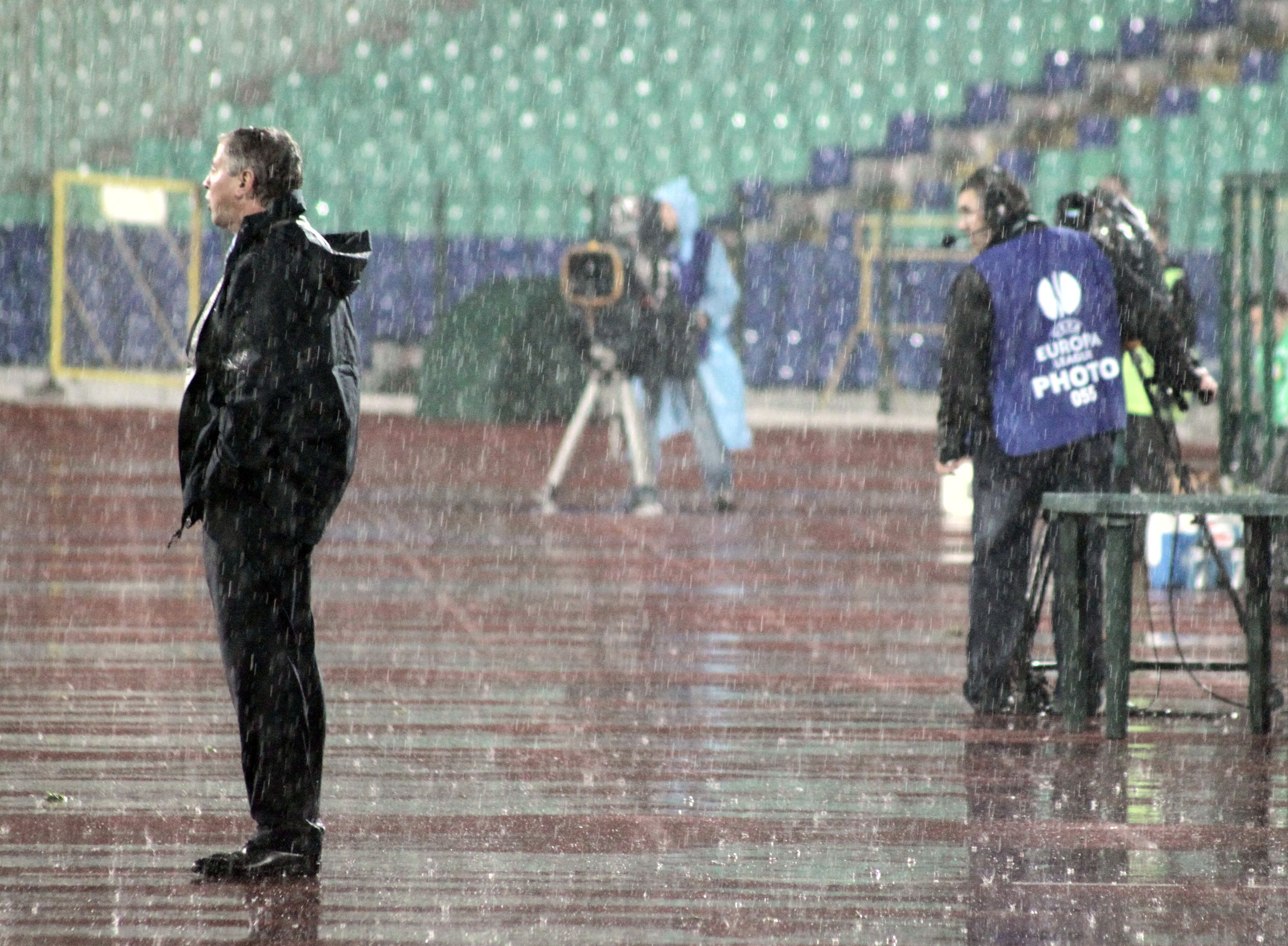
2010년 11월 17일, 불가리아 소피아에서 열린 세르비아와 불가리아 간 친선경기 당시의 페트로비치.

그는 수석 코치로서 츠르베나 즈베즈다에서 1990-91 시즌 유러피언컵 우승을 경험했고, 감독으로서 1996-97 시즌 유고슬라비아 연방컵을 우승했다. 그는 세르비아 몬테네그로 U-21 국가대표팀을 이끌고 2004년 유럽 U-21 선수권 대회를 준우승하기도 했다.
2005년, 페트로비치는 중국의 다롄 스더의 지휘봉을 잡아 2관왕을 달성했다. 2007년 9월 14일, 페트로비치는 중국 국가대표팀 감독으로 취임했다. 중국이 2010년 월드컵 본선행이 좌절되자 해고장을 받았다.
2009년 6월 2일, 페트로비치는 츠르베나 즈베즈다로 복귀했다. 감독으로서,그는 대행 감독인 시니샤 고기치의 후임으로서 페트로비치는 노쇠한 츠르베나 즈베즈다 선수진을 정리할 특명을 받았다.
2010년 6월 4일, 그는 루마니아의 폴리테흐니카 티미쇼아라의 감독으로 명명되었다.
2010년 9월 15일, 그는 세르비아 국가대표팀의 신임 감독으로 취임했다. 2011년 10월 14일, 세르비아 축구 협회는 페트로비치와의 계약을 해지했다고 발표했다.
2013년, 그는 이라크 국가대표팀의 감독으로 지명되었다. 2013년 12월 13일, 그는 예멘 국가대표팀 감독으로 취임했다. 2014년 5월, 그는 계약이 해지되면서 예멘 국가대표팀과 결별했다. 2015년, 페트로비치는 OFK 감독으로 취임했다.

## 경력 통계
| 구단              | 시즌    | 리그 | 리그 | 컵   | 컵 | 유럽 | 유럽 | 합계 | 합계 |
| 구단              | 시즌    | 출장 | 골   | 출장 | 골 | 출장 | 골   | 출장 | 골   |
| ----------------- | ------- | ---- | ---- | ---- | -- | ---- | ---- | ---- | ---- |
| 츠르베나 즈베즈다 | 1972–73 | 27   | 2    | X    | X  | X    | X    | 27   | 2    |
| 츠르베나 즈베즈다 | 1973–74 | 31   | 7    | X    | X  | X    | X    | 31   | 7    |
| 츠르베나 즈베즈다 | 1974–75 | 26   | 5    | X    | X  | X    | X    | 26   | 5    |
| 츠르베나 즈베즈다 | 1975–76 | 12   | 1    | X    | X  | X    | X    | 12   | 1    |
| 츠르베나 즈베즈다 | 1976–77 | 10   | 0    | X    | X  | X    | X    | 10   | 0    |
| 츠르베나 즈베즈다 | 1977–78 | 28   | 9    | X    | X  | X    | X    | 28   | 9    |
| 츠르베나 즈베즈다 | 1978–79 | 27   | 5    | X    | X  | X    | X    | 27   | 5    |
| 츠르베나 즈베즈다 | 1979–80 | 28   | 5    | X    | X  | X    | X    | 28   | 5    |
| 츠르베나 즈베즈다 | 1980–81 | 23   | 6    | X    | X  | X    | X    | 23   | 6    |
| 츠르베나 즈베즈다 | 1981–82 | 29   | 3    | X    | X  | X    | X    | 29   | 3    |
| 츠르베나 즈베즈다 | 1982–83 | 16   | 6    | X    | X  | X    | X    | 16   | 6    |
| 츠르베나 즈베즈다 | 합계    | 257  | 49   | X    | X  | X    | X    | 257  | 49   |

## 감독 통계
2015년 8월 22일 기준
| 구단                     | 취임           | 해임            | 기록 | 기록 | 기록 | 기록 | 기록 | 기록 | 기록 | 기록   |
| 구단                     | 취임           | 해임            | 전   | 승   | 무   | 패   | 득   | 실   | 차   | 율 %   |
| ------------------------ | -------------- | --------------- | ---- | ---- | ---- | ---- | ---- | ---- | ---- | ------ |
| 츠르베나 즈베즈다        | 1996년 7월 1일 | 1997년 8월 3일  | 46   | 31   | 7    | 8    | 91   | 37   | +54  | 067.39 |
| 아트로미토스             | 1999년 9월 7일 | 2000년 1월 27일 | 0    | 0    | 0    | 0    | 0    | 0    | +0   | —      |
| 슬라비야 마지르          | 2000년 7월 1일 | 2001년 8월 2일  | 41   | 24   | 7    | 10   | 88   | 34   | +54  | 058.54 |
| 세르비아 몬테네그로 U-21 | 2002년 7월 1일 | 2004년 6월 30일 | 16   | 8    | 2    | 6    | 25   | 31   | −6   | 050.00 |
| 보이보디나               | 2004년 12월    | 2004년 12월     | 0    | 0    | 0    | 0    | 0    | 0    | +0   | —      |
| 다롄 스더                | 2005년 7월     | 2006년 12월     | 26   | 21   | 2    | 3    | 57   | 18   | +39  | 080.77 |
| 중국                     | 2007년 9월     | 2008년 7월      | 18   | 6    | 7    | 5    | 28   | 16   | +12  | 033.33 |
| 츠르베나 즈베즈다        | 2009년 6월     | 2010년 3월      | 25   | 20   | 1    | 4    | 47   | 18   | +29  | 080.00 |
| 폴리테흐니카 티미쇼아라  | 2010년 6월     | 2010년 9월      | 11   | 3    | 6    | 2    | 33   | 8    | +25  | 027.27 |
| 세르비아                 | 2010년 9월     | 2011년 10월     | 13   | 5    | 3    | 5    | 13   | 14   | −1   | 038.46 |
| 이라크                   | 2013년 2월     | 2013년 9월      | 7    | 1    | 0    | 6    | 2    | 12   | −10  | 014.29 |
| 예멘                     | 2013년 12월    | 2014년 5월      | 3    | 1    | 1    | 1    | 3    | 2    | +1   | 033.33 |
| 베오그라드               | 2015년 7월     | 2015년 8월      | 7    | 2    | 0    | 5    | 11   | 9    | +2   | 028.57 |
| 합계                     | 합계           | 합계            | 230  | 127  | 41   | 62   | 400  | 230  | +170 | 55.22  |

## 수상

### 클럽
츠르베나 즈베즈다
- 유고슬라비아 1부 리그: 1972–73, 1976–77, 1979–80, 1980–81
- 유고슬라비아 컵: 1981–82
- UEFA컵 준우승: 1978–79

### 감독
츠르베나 즈베즈다
- 유고슬라비아 연방컵: 1996–97

다롄 스더
- 중국 슈퍼리그: 2005
- CFA컵: 2005

세르비아 몬테네그로 U-21
- 유럽 U-21 선수권 대회 준우승: 2004